# Batalha do Eurimedonte (190 a.C.)
A Batalha do Eurimedonte ou Batalha de Sida foi uma batalha naval travada em 190 a.C. entre a frota da ilha de Rodes, aliada da República Romana, e a frota do Império Selêucida, comandada pelo grande general cartaginês Aníbal, que servia ao imperador Antíoco III, o Grande.

## Contexto
A intervenção romana na Grécia e depois na Ásia Menor começou em 191 a.C., quando o rei Filipe V da Macedônia marchou com o pretor Marco Bébio Tânfilo para a Tessália para enfrentar uma invasão selêucida comandada pelo imperador Antíoco III.
Ainda no mesmo ano, as legiões romanas, lideradas pelo cônsul Mânio Acílio Glabrião, derrotaram as falanges selêucidas na Batalha de Termópilas. Antíoco fugiu com 500 cavaleiros primeiro para Cálcis e depois para sua capital em Éfeso.
No final do verão, a frota romana, sob o comando de Caio Lívio Salinador, apesar da inferioridade numérica, conseguiu derrotar a frota selêucida comandada pelo almirante Polixênides. Depois desta vitória, Rodes, que já era aliada de Roma, decidiu entrar ativamente na guerra com sua marinha, composta por 27 embarcações. No inverno de 191-190 a.C., a frota romana permaneceu perto do golfo de Esmirna.

## Batalha
Pouco se sabe sobre esta batalha, que ocorreu perto do rio Eurimedonte, perto de Sida, na Ásia Menor, além do fato de que a frota rodense, com suas 27 embarcações, derrotou a frota selêucida comandada por Aníbal, sua última batalha conhecida.

## Eventos posteriores
Esta vitória foi seguida, ainda no mesmo ano, pela Batalha de Mioneso, na qual a frota combinada romano-rodense derrotou finalmente a frota selêucida, assegurando o controle dos mares e garantindo a segurança da Grécia. Ainda em 190 a.C., o cônsul Cipião Asiático decidiu levar a guerra até a Ásia, valendo-se principalmente da grande experiência militar de seu famoso irmão Cipião Africano, que atuou como seu legado e do rei Eumenes II de Pérgamo.
A batalha decisiva foi travada em Magnésia (entre dezembro de 190 e janeiro de 189 a.C.), conhecida como Batalha de Magnésia, na qual o exército de pouco mais de 60 000 romanos derrotou definitivamente o exército de 70 000 homens de Antíoco (300 000 segundo Floro). Antíoco III, que participou ativamente da batalha no comando da cavalaria, conseguiu retirar-se com os sobreviventes para Sárdis.